# Ruxolitinib
Le ruxolitinib, commercialisé en France sous le nom de Jakavi par le laboratoire Novartis, est un inhibiteur des Janus kinase 1 et Janus kinase 2 (JAK1 et JAK2). Il est indiqué dans le traitement de certains syndromes myéloprolifératifs. Il a une certaine efficacité sur la splénomégalie myéloïde et semble, en particulier, plus efficace que les traitements usuels dans cette indication. Il est également efficace dans la maladie de Vaquez.
Les greffes de cellules souches allogéniques donnent lieu dans 50 % des cas à une maladie du greffon contre l'hôte (GVHD). Le traitement standard consiste en une administration à haute dose de glucocorticoïdes, mais certains malades ne répondent pas à ce traitement. Il n'y a pas de consensus sur un traitement alternatif. Le ruxolitinib est une alternative intéressante, mais au prix d'un risque de thrombopénie.
Le 3 avril 2020, la société Novartis a démarré un essai clinique pour tester le médicament sur les cas graves de maladie à coronavirus 2019 (Covid-19). Finalement, le 14 décembre 2020, un communiqué de Novartis a fait savoir que les essais (étude de phase III) ont conclu à l'absence d'amélioration des patients.
Appliqué sous forme de crème dans le vitiligo, il permet une repigmentation partielle de la peau.